# Podzemelje vedm
Podzemelje vedm (russisk: Подземелье ведьм) er en sovjetisk-tjekkoslovakisk spillefilm fra 1989 af Jurij Moroz.

## Medvirkende
- Sergej Zjigunov — Andrew Bruce
- Nikolaj Karatjentsov — Jean Lemot
- Dmitrij Pevtsov — Oktin-Hash
- Vjatjeslav Kovalkov — Krylov
- Marina Levtova — Billegurri